# Llista d'asteroides/155501-155600
| Nom      | Designació provisional | Data de descobriment   | Lloc de descobriment | Descobridor/s |
| -------- | ---------------------- | ---------------------- | -------------------- | ------------- |
| 155501 - | 1999 JX96              | 12 de maig de 1999     | Socorro              | LINEAR        |
| 155502 - | 1999 JP97              | 12 de maig de 1999     | Socorro              | LINEAR        |
| 155503 - | 1999 LP5               | 11 de juny de 1999     | Socorro              | LINEAR        |
| 155504 - | 1999 LC7               | 9 de juny de 1999      | Kitt Peak            | Spacewatch    |
| 155505 - | 1999 NR32              | 14 de juliol de 1999   | Socorro              | LINEAR        |
| 155506 - | 1999 NM40              | 14 de juliol de 1999   | Socorro              | LINEAR        |
| 155507 - | 1999 RE5               | 3 de setembre de 1999  | Kitt Peak            | Spacewatch    |
| 155508 - | 1999 RF22              | 7 de setembre de 1999  | Socorro              | LINEAR        |
| 155509 - | 1999 RP73              | 7 de setembre de 1999  | Socorro              | LINEAR        |
| 155510 - | 1999 RR73              | 7 de setembre de 1999  | Socorro              | LINEAR        |
| 155511 - | 1999 RU143             | 9 de setembre de 1999  | Socorro              | LINEAR        |
| 155512 - | 1999 RH162             | 9 de setembre de 1999  | Socorro              | LINEAR        |
| 155513 - | 1999 RB172             | 9 de setembre de 1999  | Socorro              | LINEAR        |
| 155514 - | 1999 RT172             | 9 de setembre de 1999  | Socorro              | LINEAR        |
| 155515 - | 1999 RZ190             | 10 de setembre de 1999 | Socorro              | LINEAR        |
| 155516 - | 1999 RG204             | 8 de setembre de 1999  | Socorro              | LINEAR        |
| 155517 - | 1999 RH213             | 12 de setembre de 1999 | Bergisch Gladbach    | W. Bickel     |
| 155518 - | 1999 RS217             | 3 de setembre de 1999  | Kitt Peak            | Spacewatch    |
| 155519 - | 1999 RS251             | 8 de setembre de 1999  | Kitt Peak            | Spacewatch    |
| 155520 - | 1999 TH10              | 8 d'octubre de 1999    | Prescott             | P. G. Comba   |
| 155521 - | 1999 TM26              | 3 d'octubre de 1999    | Socorro              | LINEAR        |
| 155522 - | 1999 TF28              | 3 d'octubre de 1999    | Socorro              | LINEAR        |
| 155523 - | 1999 TJ36              | 11 d'octubre de 1999   | Anderson Mesa        | LONEOS        |
| 155524 - | 1999 TL57              | 6 d'octubre de 1999    | Kitt Peak            | Spacewatch    |
| 155525 - | 1999 TR61              | 7 d'octubre de 1999    | Kitt Peak            | Spacewatch    |
| 155526 - | 1999 TV64              | 8 d'octubre de 1999    | Kitt Peak            | Spacewatch    |
| 155527 - | 1999 TU72              | 9 d'octubre de 1999    | Kitt Peak            | Spacewatch    |
| 155528 - | 1999 TX85              | 14 d'octubre de 1999   | Kitt Peak            | Spacewatch    |
| 155529 - | 1999 TZ119             | 4 d'octubre de 1999    | Socorro              | LINEAR        |
| 155530 - | 1999 TS121             | 15 d'octubre de 1999   | Socorro              | LINEAR        |
| 155531 - | 1999 TB129             | 6 d'octubre de 1999    | Socorro              | LINEAR        |
| 155532 - | 1999 TR133             | 6 d'octubre de 1999    | Socorro              | LINEAR        |
| 155533 - | 1999 TU135             | 6 d'octubre de 1999    | Socorro              | LINEAR        |
| 155534 - | 1999 TY145             | 7 d'octubre de 1999    | Socorro              | LINEAR        |
| 155535 - | 1999 TR177             | 10 d'octubre de 1999   | Socorro              | LINEAR        |
| 155536 - | 1999 TO196             | 12 d'octubre de 1999   | Socorro              | LINEAR        |
| 155537 - | 1999 TL204             | 13 d'octubre de 1999   | Socorro              | LINEAR        |
| 155538 - | 1999 TC207             | 14 d'octubre de 1999   | Socorro              | LINEAR        |
| 155539 - | 1999 TU221             | 1 d'octubre de 1999    | Catalina             | CSS           |
| 155540 - | 1999 TN224             | 1 d'octubre de 1999    | Catalina             | CSS           |
| 155541 - | 1999 TJ250             | 9 d'octubre de 1999    | Catalina             | CSS           |
| 155542 - | 1999 TE260             | 10 d'octubre de 1999   | Kitt Peak            | Spacewatch    |
| 155543 - | 1999 TC264             | 15 d'octubre de 1999   | Kitt Peak            | Spacewatch    |
| 155544 - | 1999 TX284             | 9 d'octubre de 1999    | Socorro              | LINEAR        |
| 155545 - | 1999 TH306             | 6 d'octubre de 1999    | Socorro              | LINEAR        |
| 155546 - | 1999 TP310             | 4 d'octubre de 1999    | Kitt Peak            | Spacewatch    |
| 155547 - | 1999 UZ14              | 29 d'octubre de 1999   | Catalina             | CSS           |
| 155548 - | 1999 UU21              | 31 d'octubre de 1999   | Kitt Peak            | Spacewatch    |
| 155549 - | 1999 UC29              | 31 d'octubre de 1999   | Kitt Peak            | Spacewatch    |
| 155550 - | 1999 UK31              | 31 d'octubre de 1999   | Kitt Peak            | Spacewatch    |
| 155551 - | 1999 UL47              | 29 d'octubre de 1999   | Catalina             | CSS           |
| 155552 - | 1999 UA48              | 30 d'octubre de 1999   | Catalina             | CSS           |
| 155553 - | 1999 UY56              | 29 d'octubre de 1999   | Kitt Peak            | Spacewatch    |
| 155554 - | 1999 VW57              | 4 de novembre de 1999  | Socorro              | LINEAR        |
| 155555 - | 1999 VM59              | 4 de novembre de 1999  | Socorro              | LINEAR        |
| 155556 - | 1999 VP80              | 4 de novembre de 1999  | Socorro              | LINEAR        |
| 155557 - | 1999 VW96              | 9 de novembre de 1999  | Socorro              | LINEAR        |
| 155558 - | 1999 VO127             | 9 de novembre de 1999  | Kitt Peak            | Spacewatch    |
| 155559 - | 1999 VB147             | 12 de novembre de 1999 | Socorro              | LINEAR        |
| 155560 - | 1999 VD159             | 14 de novembre de 1999 | Socorro              | LINEAR        |
| 155561 - | 1999 VL161             | 14 de novembre de 1999 | Socorro              | LINEAR        |
| 155562 - | 1999 VD183             | 9 de novembre de 1999  | Socorro              | LINEAR        |
| 155563 - | 1999 VR197             | 3 de novembre de 1999  | Catalina             | CSS           |
| 155564 - | 1999 VD204             | 5 de novembre de 1999  | Socorro              | LINEAR        |
| 155565 - | 1999 VX209             | 12 de novembre de 1999 | Socorro              | LINEAR        |
| 155566 - | 1999 VY209             | 12 de novembre de 1999 | Socorro              | LINEAR        |
| 155567 - | 1999 WX15              | 29 de novembre de 1999 | Kitt Peak            | Spacewatch    |
| 155568 - | 1999 WN17              | 30 de novembre de 1999 | Kitt Peak            | Spacewatch    |
| 155569 - | 1999 WU17              | 30 de novembre de 1999 | Kitt Peak            | Spacewatch    |
| 155570 - | 1999 WE24              | 28 de novembre de 1999 | Kitt Peak            | Spacewatch    |
| 155571 - | 1999 XC29              | 6 de desembre de 1999  | Socorro              | LINEAR        |
| 155572 - | 1999 XX47              | 7 de desembre de 1999  | Socorro              | LINEAR        |
| 155573 - | 1999 XG66              | 7 de desembre de 1999  | Socorro              | LINEAR        |
| 155574 - | 1999 XX73              | 7 de desembre de 1999  | Socorro              | LINEAR        |
| 155575 - | 1999 XL78              | 7 de desembre de 1999  | Socorro              | LINEAR        |
| 155576 - | 1999 XY128             | 12 de desembre de 1999 | Socorro              | LINEAR        |
| 155577 - | 1999 XT135             | 8 de desembre de 1999  | Socorro              | LINEAR        |
| 155578 - | 1999 XE145             | 7 de desembre de 1999  | Kitt Peak            | Spacewatch    |
| 155579 - | 1999 XG219             | 15 de desembre de 1999 | Kitt Peak            | Spacewatch    |
| 155580 - | 1999 XE232             | 4 de desembre de 1999  | Catalina             | CSS           |
| 155581 - | 1999 YN2               | 16 de desembre de 1999 | Kitt Peak            | Spacewatch    |
| 155582 - | 1999 YN15              | 31 de desembre de 1999 | Kitt Peak            | Spacewatch    |
| 155583 - | 2000 AY148             | 7 de gener de 2000     | Socorro              | LINEAR        |
| 155584 - | 2000 AF157             | 3 de gener de 2000     | Socorro              | LINEAR        |
| 155585 - | 2000 AJ166             | 8 de gener de 2000     | Socorro              | LINEAR        |
| 155586 - | 2000 AU182             | 7 de gener de 2000     | Socorro              | LINEAR        |
| 155587 - | 2000 AN205             | 15 de gener de 2000    | Prescott             | P. G. Comba   |
| 155588 - | 2000 AQ209             | 5 de gener de 2000     | Kitt Peak            | Spacewatch    |
| 155589 - | 2000 AJ249             | 3 de gener de 2000     | Kitt Peak            | Spacewatch    |
| 155590 - | 2000 BZ9               | 26 de gener de 2000    | Kitt Peak            | Spacewatch    |
| 155591 - | 2000 BK34              | 30 de gener de 2000    | Catalina             | CSS           |
| 155592 - | 2000 CK                | 2 de febrer de 2000    | Prescott             | P. G. Comba   |
| 155593 - | 2000 CK15              | 2 de febrer de 2000    | Socorro              | LINEAR        |
| 155594 - | 2000 CP22              | 2 de febrer de 2000    | Socorro              | LINEAR        |
| 155595 - | 2000 CL31              | 2 de febrer de 2000    | Socorro              | LINEAR        |
| 155596 - | 2000 CB42              | 2 de febrer de 2000    | Socorro              | LINEAR        |
| 155597 - | 2000 CE61              | 2 de febrer de 2000    | Socorro              | LINEAR        |
| 155598 - | 2000 CR69              | 1 de febrer de 2000    | Kitt Peak            | Spacewatch    |
| 155599 - | 2000 CL74              | 8 de febrer de 2000    | Kitt Peak            | Spacewatch    |
| 155600 - | 2000 CC81              | 4 de febrer de 2000    | Socorro              | LINEAR        |